# إدوارد ميتكالف سميث
إدوارد ميتكالف سميث (بالإنجليزية: Edward Metcalf Smith)‏ هو سياسي نيوزلندي، ولد في 10 يناير 1839 في المملكة المتحدة، وتوفي في 19 أبريل 1907 في نيوزيلندا. حزبياً، نشط في الحزب الليبيرالي النيوزيلندي. وقد انتخب عضو مجلس النواب النيوزيلندي.